# Économie féministe
L'économie féministe est une étude critique de la science économique à travers ses aspects méthodologiques, épistémologiques et de recherche empirique, dans une tentative de surmonter les biais androcentrés (mâle et patriarcal). Elle se focalise sur des thèmes revêtant une importance particulière pour les femmes, comme le travail du « care » (travail de soin) ou la ségrégation des femmes dans certaines activités (exclusion des femmes et des minorités de certains domaines) ; les déficiences des modèles économiques, en tant qu'ils omettent les aspects de négociations au sein des ménages ; les nouvelles formes de collections des données et les mesures statistiques telles que l'indice de participation des femmes à la vie économique et politique (IPF), et des théories incluant la dimension du genre telle que l'approche des capabilités. L'économie féministe cherche en définitive à produire des analyses économiques inclusives de la dimension du genre.
Les économistes féministes attirent l'attention sur les constructions sociales des sciences économiques traditionnelles, en questionnant leur objectivité et leur positivité, en montrant à quel point leurs modèles et méthodes sont biaisés en fonction des préférences masculines,. Comme les sciences économiques sont traditionnellement focalisées sur des sujets dits « culturellement masculins » comme l'autonomie, l'abstraction et la logique, les économistes féministes appellent à l'inclusion de sujets plus féminins comme l'économie familiale, les connexions, les aspects pratiques et concrets, ainsi que les émotions, afin de montrer les problèmes posés par l'exclusion de ces domaines. L'inclusion de ces domaines d'analyse a contribué à créer des politiques qui ont réduit les discriminations basées sur le genre, la race et l'ethnie ainsi que les inégalités, en remplissant des objectifs normatifs centraux à toutes les sciences économiques.
Nombre d'érudites incluant Ester Boserup, Marianne Ferber (en), Julie A. Nelson (en), Marilyn Waring, Nancy Folbre, Diane Elson et Ailsa McKay (en) ont contribué à l'économie féministe. En 1988, le livre de Waring,  If Women Counted, a New Feminist Economics (Si les femmes comptaient), est souvent regardé comme le « document fondateur » de la discipline,. Dans les années 1990, le domaine de l'économie féministe a gagné ses lettres de reconnaissance en tant que domaine établi au sein de la science économique en général. En 2020, l'économiste française Hélène Périvier publie l'ouvrage L'économie féministe, qui reprend toutes les idées principales de la branche.

## Origine et histoire
Par exemple, la thèse de Jane Jacobs de l'éthique gardienne et son opposition avec celle de l'éthique commerciale cherche à expliquer la sous-évaluation des activités gardiennes, incluant le soin et l'éducation aux enfants, les tâches de soins « guérisseurs » traditionnellement assignés aux femmes.
En 1970, Ester Boserup publia La femme face au développement économique et fournit le premier examen systématique des effets en termes de genre de la transformation de l'agriculture, de l'industrialisation ainsi que d'autres changements structurels. Cela rendit évident les effets négatifs que ces changements ont induits pour les femmes. Ce travail, parmi d'autres, posa les fondations pour une revendication générale du fait que "les femmes et les hommes vivent les crises macroéconomiques, les politiques néo-libérales et les forces de la globalisation de manière différente". De plus, des mesures entre autres de discrimination positive ont été implémentées dans les pays en voie de développement des années 1970 aux années 1990, mais n'ont pas été entièrement efficaces pour éliminer les différences salariales même dans les pays avec une tradition égalitaire.

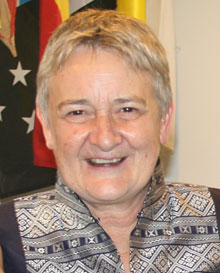
Marilyn Waring, auteur de If Women Counted (1988)

En 1988 Marilyn Waring publia If Women Counted: A New Feminist Economics, une critique systématique et révolutionnaire des systèmes de comptabilité nationale, des indicateurs standards de mesure de la croissance économique et de la façon par laquelle le travail non rémunéré des femmes et la valeur de la nature avaient été exclus de ce qui comptait comme productif dans l'économie. Selon Julie A. Nelson :
« Le travail de Marilyn Waring réveilla tout le monde. Elle montrait exactement comment le travail non rémunéré traditionnellement effectué par les femmes avait été rendu invisible au sein des systèmes de comptabilité nationale, et en démontrait les conséquences néfastes. Son livre (...) encouragea et influença une variété de travaux, en termes de statistiques mais pas seulement, de quantification et valorisation, préservation et gratification du travail de soin (care) qui soutient nos vies. En pointant une négligence similaire des questions d'environnement, elle contribua à un réveil des questions d'économie durable dans le domaine de l'écologie qui devint par la suite une priorité de plus en plus pressante. Dans les dernières décennies, le domaine de l'économie féministe s'est élargi pour inclure ces thématiques et d'autres encore. ».
Soutenue par la formation du Comité sur le statut des femmes de profession économistes (CSWEP) en 1972, une critique de la science économique basée sur une approche prenant en compte le genre apparut dans les années 1970 et 80. L'émergence consécutive de DAWN (Alternatives de développement inclusive des femmes pour une nouvelle ère) et l’établissement en 1992 de l'Association Internationale pour une science économique féministe (IAFFE) allant de pair avec la mise en route du journal Feminist Economics en 1994,,, a encouragé la croissance rapide de la science économique féministe.
Comme dans d'autres disciplines, les approches féministes ont initialement consisté en une critique des théories, méthodologies et politiques établies. Cette critique a d'abord concerné la microéconomie des ménages et du marché du travail, avant de se diffuser à la macroéconomie et au commerce international, pour enfin couvrir l'ensemble des champs de l'analyse économique traditionnelle. Les économistes féministes ont défendu et produit des analyses et théories prenant en compte la question du genre, élargi le périmètre de la discipline et recherché le pluralisme méthodologique.
L'économie féministe partage nombre de ses perspectives avec l'économie écologique et le domaine plus appliqué de l'économie verte, y compris sur les sujets de développement durable, de respect de la nature, de justice, et d'éthique du care.

## Critiques de l'économie traditionnelle
Bien qu'il n'existe pas de liste faisant autorité des principes de l'économie féministe, celle-ci formule certaines critiques récurrentes à l'égard de l'économie traditionnelle. Ainsi, l'économiste féministe Paula England a fourni l'une des premières critiques féministes de l'économie traditionnelle en contestant les affirmations selon lesquelles :
- Des comparaisons interpersonnelles d'utilité seraient possibles;
- Les préférences seraient fixes et exogènes;
- Les acteurs seraient égoïstes; et
- Les chefs de foyers seraient altruistes.

Cette liste n'est pas exhaustive, mais présente certaines des critiques centrales que l'économie féministe adresse à l'économie traditionnelle, parmi une large variété d'autres critiques.

### Normativité
Beaucoup de féministes appellent à porter attention aux jugements de valeurs présents dans l'analyse économique. L'idée est contraire à la conception de l'économie comme science positive, dont se réclament de nombreux économistes. Par exemple, Geoff Schneider et Jean Shackelford (en) suggèrent que "les problèmes que les économistes choisissent d'étudier, le type de questions qu'ils posent, et le type d'analyses conduites sont tous les produits d'un système de croyances influencé par de nombreux facteurs, certains de caractère idéologique." De manière similaire, Diana Strassmann commente : "Toutes les statistiques économiques sont fondées sur un récit sous-jacent formant la base des définitions. C'est pourquoi des constructions narratives sont nécessairement sous-jacente à la définition de toutes les variables et statistiques. Dès lors, la recherche économique ne peut qu'être intrinsèquement qualitative, et ce peu importe la manière dont on la désigne.". En attirant l'attention sur les jugements de valeurs implicites dans l'ensemble des aspects de l'analyse économique, les économistes féministes contestent son statut de science objective.

### Libre-échange

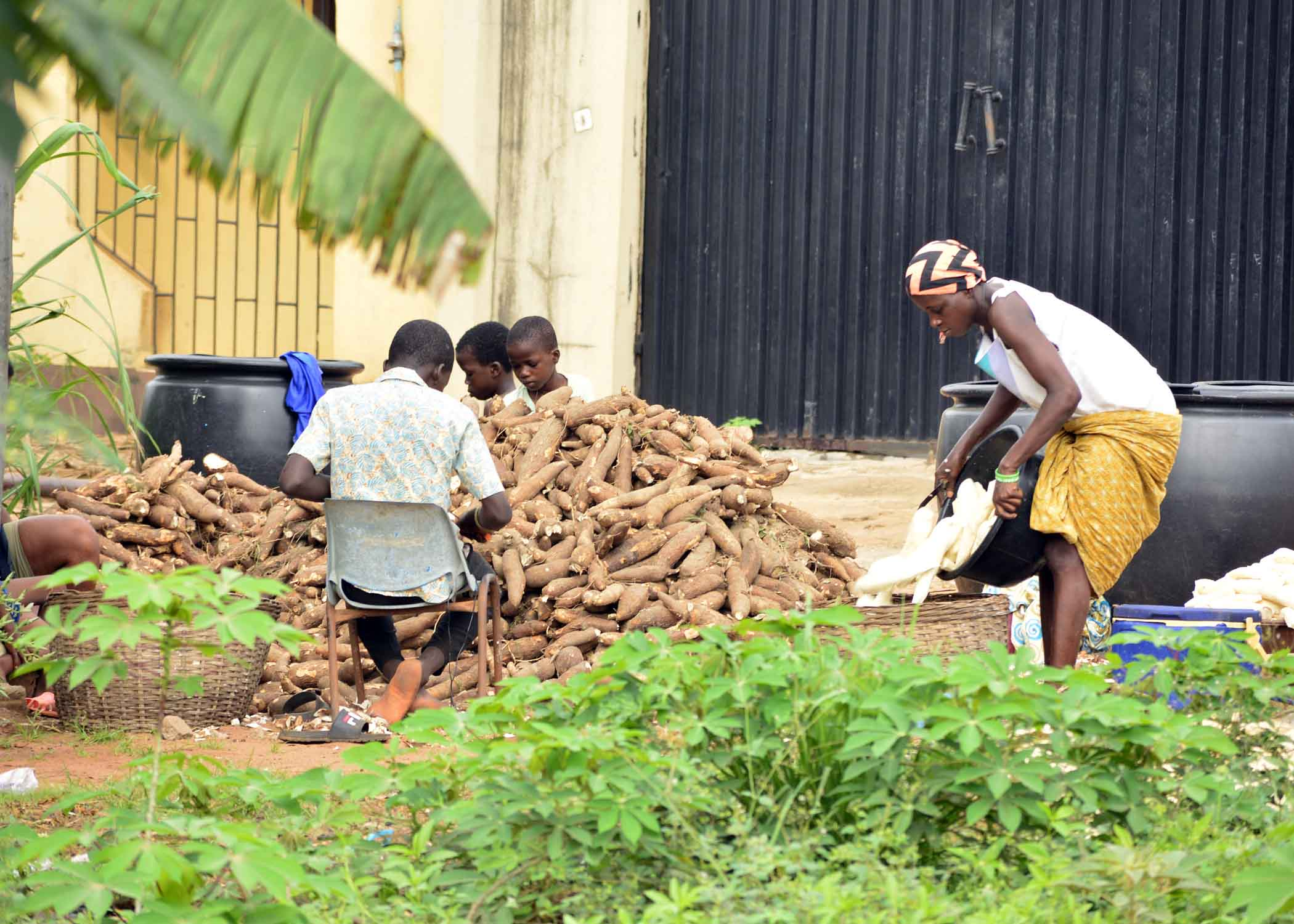
Femme et enfants préparant le manioc, culture vivrière au Nigéria, en 2018.

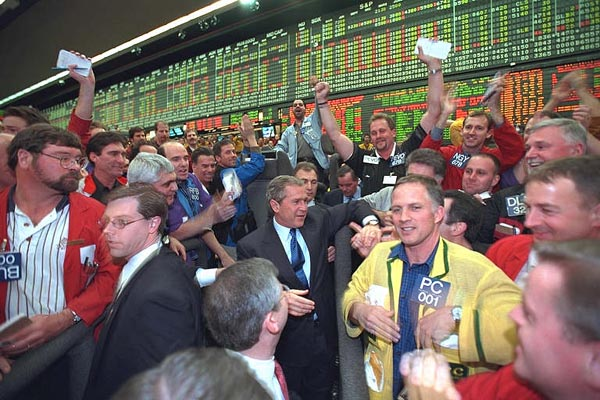
Un marché agricole international : le Chicago Mercantile Exchange en 2001.

Un principe central de l'économie dominante est que le commerce améliore la situation de l'ensemble des participants à travers les mécanismes d'avantage comparatif et de gains en efficacité dus à la spécialisation. Beaucoup d'économistes féministes contestent cette affirmation. Diane Elson, Caren Grown et Nilufer Cagatay explorent le rôle des inégalités de genre dans le commerce international et la manière dont le commerce international refaçonne les inégalités de genre en retour. Avec d'autres féministes, elles interrogent les intérêts que servent certaines pratiques commerciales.
Par exemple, elles mettent en lumière qu'en Afrique, la spécialisation de plusieurs pays dans la monoculture pour l'exportation rend ces pays extrêmement vulnérables aux fluctuations de prix, aux aléas météorologiques et aux invasions de nuisibles. Les économistes féministes examinent également les conséquences des décisions commerciales sur les inégalités de genre. Par exemple, "Dans certains pays, comme le Kenya, les hommes contrôlent généralement les gains monétaires issus des cultures pour l'exportation, tandis que les femmes sont toujours censées fournir alimentation et vêtements au foyer, en vertu de leur rôle traditionnel dans la famille africaine, tout en travaillant dans les champs. Ainsi, les femmes souffrent substantiellement de la transition d'une agriculture de subsistance à une agriculture orientée vers la spécialisation et le commerce." De même, comme les femmes manquent généralement de pouvoir économique et sont rarement propriétaires des moyens de production, elles ont plus de chances d'être embauchées comme une main-d'œuvre bon marché, ce qui les met souvent en situation d'être exploitées.

### Exclusion des activités non marchandes
L'économie féministe souligne l'importance des activités non marchandes (comme les soins aux enfants et le travail domestique) dans le développement économique,. Elle s'inscrit ainsi en forte opposition à l'économie néoclassique, où ces formes de travail sont ignorées car considérées comme des phénomènes extra-économiques. La prise en considération de ces travaux dans l'analyse économique contribue à en réduire la dimension sexiste, ceux-ci étant très largement effectués par des femmes. Lorsque ce travail est ignoré par les modèles économiques, une proportion importante du travail féminin est invisibilisé et de ce fait dévalorisé.
Plus spécifiquement, par exemple, Nancy Folbre examine le rôle des enfants comme biens publics et la contribution du travail non marchand des parents au développement du capital humain dont bénéficie l'ensemble de la société. En ce sens, les enfants sont des externalités positives, ce qui engendre un sous-investissement dans leur éducation, conformément aux conclusions de l'analyse économique traditionnelle. Pour Folbre, cet oubli résulte partiellement d'une compréhension inadéquate des activités non marchandes.
Marilyn Waring analyse la manière dont l'exclusion des activités non marchandes hors des systèmes de comptabilité nationale repose sur un choix délibéré et la conception de standards internationaux de comptabilité excluant explicitement les activités non marchandes. Dans certains pays, comme la Norvège qui avait inclus le travail domestique non payé dans le PIB pendant la première moitié du XXe siècle, cette part de l'économie n'a plus été comptabilisée pour des raisons de compatibilité avec les standards internationaux.
Alisa McKay (en) réclame un revenu de base comme "un outil pour promouvoir des droits à la citoyenneté non sexistes" en partie en réponse à ces préoccupations.

### Occultation des relations de pouvoir
L'économie féministe affirme souvent que les relations de pouvoir sont une composante de l'économie et doivent donc être introduites dans les modèles économiques, qui tendent à les négliger. Par exemple, "dans les textes néoclassiques, la vente du travail est décrite comme un échange mutuellement bénéfique qui profite aux deux parties. Aucune mention n'est faite des inégalités de pouvoir dans l'échange qui tendent à donner à l'employeur le pouvoir sur l'employé." Ces relations de pouvoir favorisent le plus souvent les hommes et "il n'est jamais fait mention des difficultés particulières auxquelles les femmes doivent faire face sur leur lieu de travail." Par conséquent, "comprendre le pouvoir et le patriarcat nous aide à analyser comment les institutions économiques dominées par les hommes fonctionnent et pourquoi les femmes sont souvent désavantagées dans l'entreprise." Les économistes féministes étendent souvent ces critiques à de nombreux aspects du monde social, avançant que les relations de pouvoir sont une composante importante et omniprésente des rapports sociaux.

### Occultation du genre et de la race
L'économie féministe avance que le genre et la race doivent être pris en compte dans l'analyse économique. Pour Amartya Sen, "la position systématiquement inférieure des femmes à l'intérieur et à l'extérieur du foyer dans de nombreuses sociétés montre la nécessité de traiter le genre comme une composante à part entière de l'analyse du développement." Il continue en affirmant que les expériences des hommes et des femmes, y compris à l'intérieur du même foyer, sont souvent si différentes qu'examiner l'économie sans prendre en compte le genre peut être trompeur.
Les modèles économiques peuvent souvent être améliorés en considérant explicitement les facteurs de genre, de race, de classe et de caste. Julie Matthaie décrit ainsi leur importance : "Non seulement les différences ethno-raciales et de genre précèdent le capitalisme, mais elles ont été reconstruites en lui de manière essentielle. En d'autres termes, chaque aspect de l'économie capitaliste est genré et racisé; une théorie et une pratique qui ignorent cette situation sont intrinsèquement erronées". L'économiste féministe Eiman Zein-Elabdin soutient que les différences de genre et de race doivent être examinées puisque les deux ont été traditionnellement ignorées et peuvent être décrites comme la spécificité de l'analyse féministe. Le numéro de juillet 2002 de la revue Feminist Economics (en) a ainsi été dédié aux problèmes de "genre, couleur, caste et classe".

### Exagération des différences entre les genres
Dans d'autres cas, les différences entre les genres ont été exagérées, renforçant potentiellement des stéréotypes injustifiés.Dans des travaux récents, Julie A. Nelson (en) a montré comment l'idée que "les femmes sont plus averses au risque que les hommes", une affirmation de l'économie comportementale devenue populaire, repose en fait sur des preuves empiriques extrêmement minces. En conduisant des méta-analyses d'études récentes, elle montre que si des différences significatives dans la mesure de l'aversion au risque moyenne sont parfois trouvées, la taille de ces différences inter-groupes sont faibles (de l'ordre d'une fraction d'écart-type), tandis que de nombreuses autres études échouent à trouver une quelconque différence statistiquement significative. Par ailleurs, les études qui échouent à montrer une "différence" ont moins de chance d'être publiées ou mises en lumière.
De surcroît, les affirmations selon lesquelles les hommes et les femmes auraient des préférences différences (comme en matière de risque, d'esprit de compétition ou d'altruisme) tendent souvent à être interprétées à tort comme s'appliquant à l'ensemble de la catégorie concernée, c'est-à-dire à toutes les femmes ou à tous les hommes. En fait, les petites différences dans le comportement moyen, telles que celles trouvées dans certaines études, sont généralement accompagnées d'importants recoupements dans les distributions des préférences masculines et féminines. Ainsi, on trouve à la fois des hommes et des femmes dans les groupes les plus averses au risque (ou compétitifs, ou altruistes...), aussi bien que dans ceux qui le sont le moins.

### Homo economicus

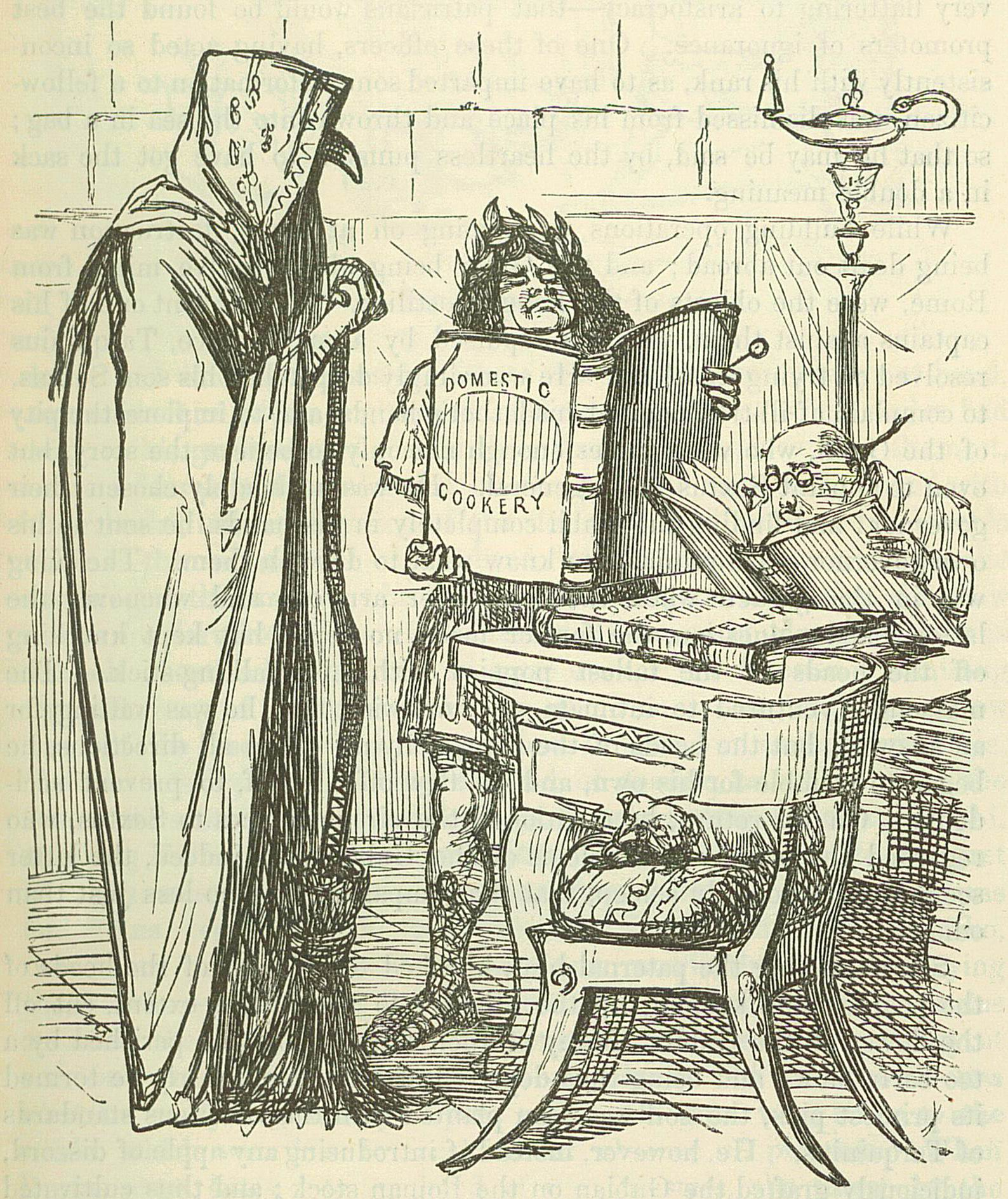
La sibylle de Cumes présentant les Livres sibyllins à Tarquin le Superbe : « Cuisine domestique » et « Bonne aventure ». Caricature de John Leech, v. 1850.

Le modèle néoclassique des comportements individuels se fonde sur la figure de l'Homo economicus, décrivant un individu qui "interagit en société sans être influencé par la société" parce que "son mode d'interaction procède par l'intermédiaire d'un marché idéalisé" dans lequel les prix sont les seules considérations pertinentes. Dans cette optique, les individus sont considérés comme des acteurs rationnels qui s'engagent dans des analyses à la marge pour prendre leurs décisions. Les économistes féministes avancent que les individus sont plus complexes que ce que ces modèles décrivent, et appellent à "une vision plus holiste de l'acteur économique, qui inclut les interactions de groupe et les actions motivées par d'autres facteurs que l'avidité". Les économistes féministes estiment qu'une telle refonte fournit une meilleure description de l'expérience des agents sur les marchés (qu'il s'agisse de femmes ou d'hommes), avançant que l'économie dominante accorde un poids excessif à l'individualisme, à la compétition et à l'égoïsme de tous les acteurs. En lieu et place, des économistes féministes comme Nancy Folbre montrent que la coopération joue aussi un rôle dans l'économie.
Les économistes féministes montrent également que l'autonomie décisionnelle n'est pas accessible à tous. Les enfants, les malades et les personnes âgées en sont ainsi privés. La responsabilité à leur égard peut également restreindre l'autonomie de ceux qui leur fournissent des soins. Ces constats obligent à se distancier radicalement du modèle de l'homo economicus.
De surcroît, les économistes féministes critiquent l'accent mis par l'économie néoclassique sur les motivations pécuniaires. Nancy Folrbre remarque ainsi que '"les normes légales et culturelles peuvent modifier les résultats du marché de manières désavantageuse pour les femmes". Cela comprend la ségrégation professionnelle provoquée par la rémunération inférieure des femmes. La recherche féministe dans ce domaine contredit les descriptions néoclassiques du marché du travail, dans lesquelles les professions sont choisies librement par des individus agissant seuls et en fonction de leur propre libre arbitre. L'économie féministe inclut aussi l'étude des normes pertinentes pour l'économie, mettant en cause l'optique traditionnelle selon laquelle les incitations matérielles suffisent à fournir les biens dont les individus ont besoin ou qu'ils désirent (souveraineté du consommateur). Cela n'est effectivement pas vrai pour une part importante de la population.
L'économie institutionnelle est l'une des approches utilisées par les économistes féministes pour dépasser le modèle de l'homo economicus. Cette théorie examine le rôle des institutions et des processus sociaux évolutifs dans le façonnement des comportements économiques, soulignant "la complexité des motivations humaines ainsi que l'importance de la culture et des relations de pouvoir.". Cela fournit une vue plus holiste de l'acteur économique que celle comprise dans le concept d'homo economicus.
Les travaux de George Akerlof et Janet Yellen sur le salaire d'efficience, basés sur la notion de justice, fournissent un exemple de modèle féministe d'acteurs économiques. Dans leur travail, les agents ne sont ni hyperrationnels ni isolés, mais agissent plutôt de manière coordonnée et en référence à des normes de justice, et peuvent faire l'expérience de la jalousie ou être intéressés par les relations interpersonnelles. Ce travail est basé sur des acquis empiriques de la sociologie et de la psychologie, et suggère que les salaires peuvent être influencés par des considérations de justice plutôt que par les seules forces du marché.

### Une méthodologie limitée
L'économie est souvent conçue comme "l'étude de la manière dont la société gère ses ressources rares", et, en tant que telle, limitée à une investigation mathématique. Les économistes traditionnels affirment souvent que cette approche assure l'objectivité de leur travail et sépare l'économie de disciplines moins "rigoureuses" comme la sociologie ou la science politique. Les économistes féministes défendent au contraire l'idée qu'une conception mathématique de l'économie limitée à l'allocation des ressources rares est un reliquat d'une conception archaïque de la science imprégnée de philosophie cartésienne, et qu'elle limite l'analyse économique. Par conséquent, les économistes féministes appellent souvent à la collecte de types de données plus divers et à des modèles économiques incluant davantage d'éléments.

### Pédagogie économique
Les économistes féministes suggèrent que le contenu et le style de l'enseignement de l'économie pourraient bénéficier de certaines modifications. Leurs recommandations incluent l'introduction d'apprentissage expérimental, de sessions de laboratoire, de recherche individuelle et de davantage d'occasion de "faire de l'économie", ainsi qu'un dialogue renforcé entre professeurs et étudiants. Nombre d'économistes féministes estiment urgent d'étudier la manière dont le contenu du cursus influe sur la composition démographique des promotions de futurs économistes, estimant que l'"ambiance de classe" affecte la perception que certains étudiants ont de leurs propres capacités.

### Crise financière de la fin des années 2000
Margunn Bjørnholt et Ailsa McKay (en) avancent que la crise financière de 2007-2008 et la réponse qui lui a été apportée révèlent une crise intellectuelle de l'économie dominante, et appellent à redéfinir à la fois l'économie, la théorie économique et la profession d'économiste. Elles avancent qu'une telle redéfinition devrait inclure les nouvelles avancées de l'économie féministe, qui prend son point de départ dans l'individu socialement responsable, en créant une économie et des théories économiques reconnaissant pleinement le souci des individus les uns pour les autres et pour la planète.

## Principaux champs d'investigation

### Épistémologie économique
Parmi les critiques féministes adressées à l'économie figure l'idée selon laquelle « l'économie, comme toute science, est socialement construite ». Les économistes féministes montrent que cette construction sociale a pour effet de privilégier des interprétations de l'économie centrées autour du sujet mâle, occidental et hétérosexuel. En incorporant les cadres d'analyse et la théorie féministes, leurs travaux montrent comment les communautés économiques traditionnelles envoient des signaux concernant les participants appropriés, excluant ainsi les intrus. De telles critiques s'étendent aux théories, méthodologies et champs d'investigation de l'économie, afin de montrer que leur analyse de la vie économique est profondément influencée par des récits biaisés, des structures sociales, des normes, des pratiques culturelles, des interactions interpersonnelles et des conflits politiques.
Les économistes féministes font une distinction essentielle : le biais masculin dans l'économie est une résultante du genre, et non du sexe. En d'autres termes, quand des économistes féministes mettent en lumière les biais de l'économie dominante, c'est en soulignant l'influence de croyances sociales sur la masculinité, comme l'objectivité, la distanciation, la cohérence logique, l'accomplissement individuel, l'usage des mathématiques, l'abstraction, et l'absence d'émotions, davantage que le genre des théoriciens et des populations étudiées. Néanmoins, la surreprésentation des hommes parmi les économistes et leurs sujets d'études pose également problème dans une perspective féministe.

### Histoire économique
Les économistes féministes affirment que la théorie économique dominante a été largement développée par des descendants d'Européens, mâles, hétérosexuels, de classe moyenne ou supérieure, et que cela a conduit à l'invisibilisation des expériences de vie d'une partie importante de la population mondiale, particulièrement les femmes, les enfants, et les personnes dans des familles non traditionnelles.
De surcroît, les économistes féministes affirment que les fondements historiques de l'économie sont intrinsèquement excluants pour les femmes. Michèle Pujol signale ainsi cinq hypothèses concernant spécifiquement les femmes qui ont été incorporées historiquement dans la théorie économique, et qui continuent à être utilisées pour soutenir que les femmes sont différentes des normes masculines, et ainsi les exclure. Ces hypothèses sont les suivantes :

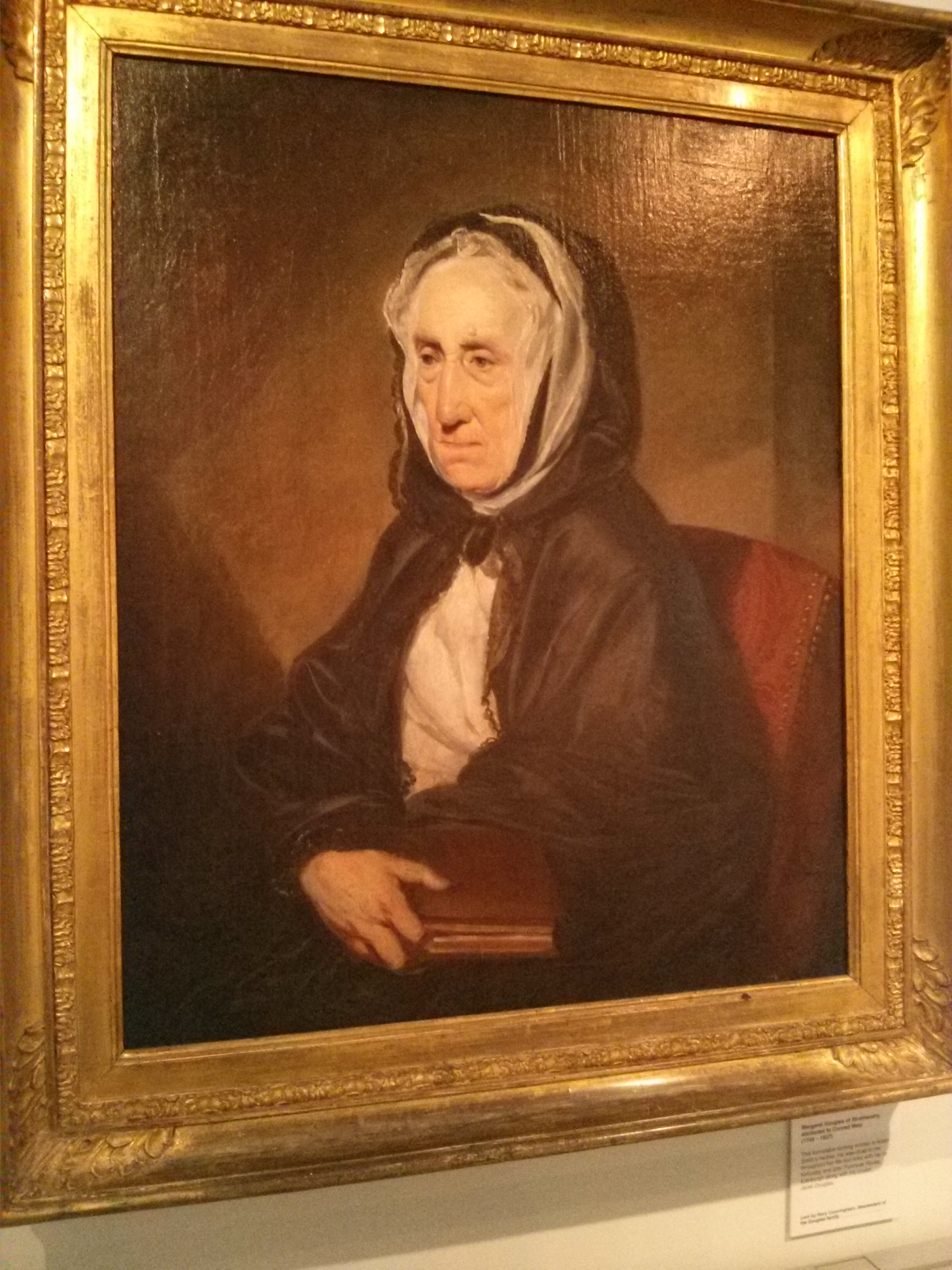
Margaret Douglas, mère de l'économiste Adam Smith, toile de Conrad Metz, v. 1827.

- toutes les femmes sont mariées, ou le seront si elles ne le sont pas encore, et toutes auront des enfants;
- toutes les femmes dépendent économiquement d'un homme ;
- toutes les femmes sont (et doivent être) femmes au foyer, du fait de leurs capacités reproductives ;
- les femmes sont improductives dans la force de travail industrielle ;
- les femmes sont irrationnelles, inadaptées en tant qu'agents économiques, et ne peuvent pas être considérées comme capables de prendre les bonnes décisions économiques.

Les économistes féministes examinent également la relation ou l'absence des relations des précurseurs de la pensée économique avec les questions relatives aux femmes ou au genre, montrant des exemples d'implication historique des femmes dans la pensée économique. Par exemple, Edith Kuiper (en) discute le rapport qu'Adam Smith entretient avec le rôle des femmes dans la France et l'Angleterre du XVIIIe siècle. Elle trouve qu'à travers ses écrits, Smith soutient le statu quo relativement à la condition des femmes, et "perd de vue la division du travail dans la famille et la contribution du travail économique des femmes". Par contraste, elle signale le travail de Mary Collier (en) comme The woman's Labour (1739) pour aider à comprendre l'expérience des femmes contemporaines de Smith et pallier ce manque.

### Introduction du genre dans la théorie économique
Au centre de l'économie féministe figure l'effort pour modifier la modélisation théorique de l'économie, pour réduire les biais de genre et les inégalités. Les recherches féministes en macroéconomie s'intéressent aux flux de capitaux internationaux, à l'austérité budgétaire, à la dérégulation et aux privatisations, à la politique monétaire, au commerce international et à bien d'autres sujets encore. En général, les modèles féministes se distinguent par trois traits principaux : la désagrégation par le genre des variables économiques, l'introduction de variables macroéconomiques genrées, et la création d'un système à deux secteurs.

#### Désagrégation par genre des variables économiques
Cette méthode d'analyse économique vise à dépasser le biais de genre en montrant comment les hommes et les femmes diffèrent dans leur comportement de consommation, d'investissement ou d'épargne. Les variables macroéconomiques sont ainsi séparées par genre. Korkut Ertürk et Nilüfer Çağatay montrent ainsi que la féminisation du travail stimule l'investissement, tandis qu'une augmentation dans le taux d'activité des femmes augmente l'épargne des ménages. Ce modèle met en lumière la manière dont le genre influe sur les variables macroéconomiques et montre que les économies ont une probabilité plus forte de sortir d'une récession si les femmes participent davantage au marché du travail, au lieu de consacrer leur temps au travail domestique.

#### Introduction de variables macroéconomiques genrées
Cette approche démontre les effets des inégalités de genre en améliorant les modèles macroéconomiques. Bernard Walters montre que les modèles néoclassiques traditionnels échoue à estimer correctement le travail consacré à la reproduction en assumant que la population et la force de travail sont déterminés de manière exogène, négligeant ainsi le fait que les intrants sont produits à travers du travail de care, très majoritairement réalisé par des femmes. Stephen Knowles et al. utilisent un modèle de croissance néoclassique pour montrer que l'éducation des femmes a un effet positif et statistiquement significatif sur la productivité du travail, plus important que celui de l'éducation des hommes. Dans ces deux cas, les économistes mettent en lumière les biais de genre des variables macroéconomiques pour montrer que le genre joue un rôle significatif dans les résultats des modèles.

#### Système à deux secteurs
L'approche par système à deux secteurs modélise l'économie comme constituée de deux systèmes séparés : l'un impliquant les variables macroéconomiques standard, l'autre incluant des variables spécifiques au genre. William Darity développe une approche à deux secteurs pour les économies agraires à faible revenu, montrant ainsi que les cultures de subsistance dépendent du travail des femmes, tandis que la production agricole commerciale dépend à la fois du travail des hommes et des femmes. Ce modèle montre que lorsque les hommes contrôlent la production et le revenu, ils cherchent à maximiser le revenu en persuadant les femmes de fournir davantage d'effort sur les cultures commerciales, provoquant leur extension au détriment de la production vivrière.

### Économie du bien-être
Beaucoup d'économistes féministes avancent que l'économie devrait prêter moins d'attention aux mécanismes (comme le revenu) ou aux théories (comme l'utilitarisme) et davantage au bien-être, un concept multidimensionnel englobant le revenu, la santé, l'empowerment et le statut social,. L'idée est que le succès économique ne peut pas être seulement mesuré par la production matérielle ou le Produit Intérieur Brut, mais doit aussi être évalué à l'aune du bien-être humain, que le revenu agrégé ne suffit pas à évaluer. En effet, les droits et besoins des individus doivent aussi être considérés, ce qui pousse les économistes féministes à étudier la santé, la longévité, l'accès à la propriété, l'éducation, et d'autres facteurs liés au bien-être,.
Bina Agarwal et Pradeep Panda illustrent que le statut de propriétaire (d'un terrain ou d'une maison) d'une femme réduisent directement et significativement ses chances d'être victime de violences domestiques, tandis que le fait d'avoir un emploi a peu d'effet sur ces violences. Ils défendent l'idée selon laquelle ces propriétés augmentent l'estime d'elles-mêmes des femmes, leur sécurité économique, et leur offre une position de repli, augmentant leurs marges d'action et leur pouvoir de négociation. Ils montrent que la propriété contribue de manière importante au bien-être économique des femmes, en réduisant leur exposition potentielle à la violence.
Afin de mesurer le bien-être de manière plus générale, Amartya Sen, Sakiko Fukuda-Parr et d'autres économistes féministes ont contribué à développer des alternatives au Produit Intérieur Brut, comme l'Indice de Développement Humain. D'autres modèles qui intéressent les féministes incluent la théorie de la valeur travail, issue du Capital de Marx, qui considère la production comme un projet humain socialement construit et redéfinit le salaire comme un moyen de vivre. Cela permet de recentrer les modèles économiques sur les désirs et besoins innées humains, par opposition aux incitations monétaires.

#### Approche par les capabilités
Les économistes féministes Amartya Sen et Martha Nussbaum ont créé l'approche par les capabilités comme une manière d'alternative d'évaluer le succès économique fondée sur l'économie du bien-être et centrée sur la capacité des individus à faire et être ce qu'ils choisissent de valoriser,,. Contrairement aux mesures économiques traditionnelles du succès, centrées sur le PIB, l'utilité, le revenu, les actifs ou d'autres mesures monétaires, l'approche par les capabilités se concentre sur ce que les individus peuvent effectivement faire. Cette approche met l'accent sur les processus aussi bien que sur leurs résultats et attire l'attention sur les dynamiques culturelles, sociales et matérielles du bien-être. Martha Nussbaum a développé ce modèle en étendant la liste des capabilités pour y inclure la vie, la santé, l'intégrité physique et intellectuelle, et d'autres éléments encore,. Ces dernières années, l'approche par les capabilités a influencé la création de nouveaux modèles, y compris l'Indice de Développement Humain utilisé par l'Organisation des Nations unies.

### Négociation intra-ménage
L'économie féministe se distingue par une approche différente de la « famille » et du « ménage ». Dans l'économie classique, ces unités sont généralement décrites comme harmonieuses et homogènes. Gary Becker et le courant des New home economics ont introduit l'étude de « la famille » dans l'économie traditionnelle, qui suppose généralement que la famille est une entité unifiée et structurée par l'altruisme, dans laquelle l'argent est distribué égalitairement. D'autres ont conclu qu'une distribution optimale des ressources a lieu à l'intérieur des familles, ce qui a pour conséquences qu'ils conçoivent les familles de la même manière que les individus. Ces modèles, d'après les économistes féministes, « reprennent les attentes traditionnelles à propos des sexes », et utilisent des modèles de choix rationnel individualistes pour expliquer les comportements des ménages. Les économistes féministes rejettent ces présupposés pour rendre compte de l'exploitation dans les rapports de sexe et de genre, des familles monoparentales, des relations homosexuelles, des relations familiales avec les enfants et des conséquences de la reproduction. En particulier, les économistes féministes visent à dépasser à la fois les modèles du ménage unifié et ceux issus de la théorie des jeux pour montrer la diversité des expériences des ménages.
Bina Agarwal et d'autres ont par exemple critiqué le modèle dominant et aidé à fournir une meilleure explication du pouvoir de négociation intra-ménage. Agarwal montre que le manque de pouvoir et d'options à l'extérieur du foyer diminue la capacité de négociation des femmes à l'intérieur de la famille. Amartya Sen montre comment les normes sociales qui dévalorisent le travail domestique non payé des femmes désavantage souvent les femmes dans la négociation intra-ménage. Ces économistes féministes avancent que de telles affirmations ont d'importantes conséquences économiques, qui doivent être incluses dans la théorie.

### Économie du care
À l'instar de l'ONU et d'autres courants de pensées, les économistes féministes reconnaissent le travail de care, c'est-à-dire le travail consistant à fournir des soins, comme central au développement économique et au bien-être humain,,. Les économistes féministes étudient le travail de care qu'il soit payé ou gratuit, considérant que l'analyse économique traditionnelle ignore la valeur du travail domestique non payé. Estimant que le travail non payé a autant de valeur que le travail payé, les économistes féministes estiment qu'il devrait être mesuré par les indicateurs de succès économique. Leurs travaux montrent que le travail de care est essentiellement réalisé par des femmes.
D'après Sabine O'Hara, le care est le fondement de toute activité économique et des économies de marché et "tout a besoin de care", non seulement les gens, mais encore les animaux et les choses. Il y a ainsi une persistance du travail de care fourni hors de l'économie formelle.
Les économistes féministes ont également mis en lumière les enjeux de pouvoir et d'inégalité à l'intérieur des familles et des ménages. Par exemple, Randy Albelda montre que la responsabilité du travail de care a un effet sur le manque de temps éprouvé par les mères célibataires aux États-Unis. De la même manière, Sarah Gammage examine l'effet du travail de care non payé effectué par les femmes au Guatemala. Le travail de Sara Cantillon se concentre pour sa part sur l'iniquité des arrangements domestiques, y compris au sein des ménages aisés.
Si une partie importante du travail de care est effectué de manière domestique, il peut également être rémunéré. Les économistes féministes examinent alors ses conséquences, y compris l'implication croissante des femmes dans le travail de care rémunéré, le risque d'exploitation et ses effets sur les vies des travailleurs du care.
Des études systématiques de la manière dont le travail des femmes est ou n'est pas mesuré ont été réalisées par Marilyn Waring (voir If Women Counted) et d'autres dans les années 1980 et 1990. Ces études examinent des manières alternatives de mesurer la valeur - certaines influencées par les théories du capital social et du capital individuel qui ont émergé à la fin des années 1990 et, en parallèle avec l'économie écologique, ont influencé la théorie du développement humain.

### Travail non payé
Le travail non payé peut inclure le travail domestique, le travail du care, l'autoproduction, le travail non payé pour le marché, et le travail volontaire. Il n'y a pas de consensus clair quant à la définition de ces catégories. En prenant les choses au sens large, ces différents types de travaux peuvent être considérés comme contribuant à la reproduction de la société.
Le travail domestique consiste à entretenir le foyer, et est reconnaissable universellement. Il s'agit par exemple de faire la lessive. Le travail du care consiste à apporter des soins « à un proche ou à un ami qui a besoin de soutien en raison de son âge, d'une incapacité physique ou mentale, d'une maladie, y compris mentale ». Il inclut également l'éducation des enfants, et tout travail avec une "proximité personnelle ou émotionnelle dans l'interaction". Cette catégorie contient également les activités dites de "self-care" (souci de soi), incluant le temps et les activités de loisir. L'autoproduction vise à satisfaire des besoins fondamentaux, comme collecter de l'eau, mais ne se voit pas attribuer de valeur marchande. Bien que certains de ces efforts soient « comptabilisés comme des activités productives d'après la dernière révision du système international de comptabilité nationale, [ils] restent mal mesurés par la plupart des études ». Le travail non payé pour le marché est « la contribution directe de membres de la famille non payé au travail marchand officiellement attribué à un autre membre du ménage ». Le travail volontaire est généralement le travail fait au bénéfice de personnes non membres du ménage, mais peu ou non rémunéré.

#### Système des comptabilités nationales
La plupart pays mesurent leur production économique d'après le Système des comptabilités nationales, promu principalement par l'Organisation des Nations unies, mais mis en place par d'autres organisations comme la Commission Européenne, le Fonds Monétaire International, L'Organisation pour la Coopération et le Développement Economiques (OCDE), et la Banque Mondiale. Le Système des comptabilités nationales reconnait que le travail non payé présente un intérêt, mais « les services domestiques non payés sont exclus de son périmètre. » Les économistes féministes ont critiqué cette exclusion, qui aboutit à ignorer du travail nécessaire et fondamental.
Même les mesures comptables mises en place pour reconnaître les inégalités de genre ont été critiquées pour leur invisibilisation du travail non payé. Deux exemples sont l'indice sexospécifique du développement humain (ISDH) et le Gender Empowerment Measure (GEM), qui n'incluent ni l'un ni l'autre le travail non payé. Les économistes féministes appellent donc à la constitution d'indices plus inclusifs, qui comprendraient la participation au travail non payé.
Plus récemment, une attention accrue a été apportée à ce sujet, avec la reconnaissance du travail non payé dans les rapports du système des comptabilités nationales ; et un engagement de l'ONU de mesurer et d'évaluer le travail non payé, en soulignant le travail de care fait par les femmes. Ce but a été réaffirmé en 1995 à Pékin, lors de la quatrième conférence mondiale sur les femmes de l'ONU.

#### Mesure du travail non payé
La méthode la plus largement utilisée pour mesurer le travail non payé est la collecte d'information sur l'usage du temps, qui a été « mise en place dans au moins 20 pays en voie de développement, et est en cours d'implémentation dans d'autres encore » (en 2006). La mesure de l'usage du temps implique de collecter des données sur le temps consacré quotidiennement, hebdomadairement ou mensuellement par les hommes et les femmes à différentes tâches qui peuvent être assimilées à du travail non payé.
Les techniques pour collecter ces données incluent des questionnaires, des entretiens approfondis, et de l'observation participante,. Les partisans de l'utilisation de journaux consignant l'usage du temps estiment que cette méthode « génère des informations plus détaillées et tend à enregistrer des différences plus importantes que des questions définies par avance ». Néanmoins, d'autres avancent que l'observation participante, « au cours de laquelle le chercheur passe de longues périodes de temps dans les foyers à aider et à observer le processus de travail », génère des informations plus précises, le chercheur pouvant s'assurer que les sujets étudiés rapportent précisément les tâches qu'ils exécutent.

##### Exhaustivité et précision
Le principal problème dans la mesure du travail non payé est celui de la collecte d'une information précise. Ce problème se pose toujours dans la recherche, mais atteint ici une acuité particulière. « Les études sur l'usage du temps peuvent montrer que relativement peu de temps est consacré directement à des activités de care non payées, car les demandes de l'autoproduction sont fortes dans ces pays ». De plus, ces études ne prennent pas en compte l'exécution de tâches simultanées - une mère peut par exemple collecter du bois pour le feu en présence d'un enfant, elle s'occupe alors de l'enfant en même temps qu'elle accomplit un autre travail. Un tel travail indirect de care doit être pris en compte, et l'est dans beaucoup d'études sur l'usage du temps. Mais ce n'est pas toujours le cas, et cela peut conduire certaines études à sous-évaluer le temps consacré à certains types de travail non payé. L'observation participante a été critiquée pour être « si consommatrice en temps qu'elle peut seulement se concentrer sur un faible nombre de foyers », ce qui limite la quantité d'informations qui peut être obtenue par son usage.
Toute collecte de données pose la difficulté de l'imprécision potentielle des rapports fournis par les sujets étudiés. Par exemple, « pendant qu'ils accomplissent des tâches domestiques, les gens n'ont pas de raison de prêter une attention particulière au temps qu'ils y passent [...], ils peuvent ainsi souvent sous-estimer le temps passer à des activités familières ». La mesure du temps peut aussi s'avérer problématique dans la mesure où « les travailleurs les plus lents et moins efficaces [paraissent porter] la charge de travail la plus élevée ». L'usage de l'examen des emplois du temps pour évaluer le temps consacré aux enfants est également critiqué car il peut « facilement dissimuler des différences de genre dans la charge de travail. Les hommes et les femmes peuvent consacrer autant de temps à s'occuper des enfants mais, comme le révèle l'observation participante, beaucoup d'hommes ont une probabilité plus élevée de s'occuper de l'enfant en faisant simultanément quelque chose pour eux-mêmes, comme regarder la télévision. Les hommes estiment s'occuper de l'enfant dès lors qu'ils s'assurent qu'il ne se blesse pas. Les couches sales peuvent être ignorées et laissées délibérément en place jusqu'au retour de la mère ». Un aspect paradoxal de ce problème est que les individus les plus chargés peuvent ne pas être en situation de participer aux études : « Ce sont généralement les femmes ayant la charge de travail la plus élevée qui choisissent de ne pas participer aux études ». En général, la mesure du temps a pour effet que "certains des aspects les plus exigeants du travail non payé [restent inexplorés], et la prémisse selon laquelle le temps serait une mesure appropriée pour mesurer le travail non payé des femmes reste inquestionnée." Certaines enquêtes ont aussi été critiquées pour manquer de "complexité et [de] profondeur", leurs questions ne pouvant pas être adaptées à la diversité des circonstances.

##### Comparabilité
Un deuxième problème est la difficulté à opérer des comparaisons interculturelles. « Les comparaisons entre les pays sont actuellement entravées par des différences dans la classification et la nomenclature des activités". Des questionnaires approfondis peuvent être le seul moyen d'obtenir l'information désirée, mais ils rendent difficile l'effectuation de comparaisons interculturelles. Le manque d'une terminologie adéquate et universellement acceptée pour discuter du travail non payé est un exemple de ce phénomène ». Malgré une reconnaissance croissante du travail domestique comme étant effectivement du travail, les vocabulaires existants ne véhiculent pas facilement cette nouvelle appréciation. Les gens tendent encore à parler du travail et du foyer comme s'il s'agissait de deux sphères différentes. Les "mères travailleuses" sont généralement vues comme étant celles ayant un travail salarié, en dépit de l'affirmation féministe selon laquelle "toute mère travaille". Il n'y a pas non plus de termes universellement acceptés pour désigner telle ou telle activité de travail ou tel intitulé de poste. Femme au foyer, maîtresse de maison, ménagère posent tous des problèmes spécifiques, et aucun de ces termes ne véhicule l'idée d'une femme qui jongle entre le travail domestique et le travail rémunéré."

##### Complexité
Un troisième problème provient de la complexité du travail domestique et de la difficulté à dissocier les catégories du travail non payé. Les études sur l'usage du temps prennent désormais en compte l'accomplissement simultané de plusieurs tâches, en séparant l'activité primaire de l'activité secondaire. Néanmoins, ce n'est pas le cas de toutes les études, et même celles qui le font peuvent ne pas prendre en compte « le fait que fréquemment, plusieurs tâches sont faites simultanément, que ces tâches se superposent, et que les frontières entre le travail et les relations sociales sont souvent floues. Comment une femme doit-elle déterminer son activité principale lorsqu'elle prépare le dîner tout en rangeant le linge, préparant le café pour son époux, buvant le café et discutant avec lui, le tout en surveillant les enfants ? ». Certaines activités peuvent même ne pas être considérées comme du travail, comme jouer avec un enfant (ce qui est une forme de travail de care) et ne pas être incluses dans les réponses aux enquêtes. Comme mentionné précédemment, la surveillance des enfants (travail de care indirect) peut ne pas être conçue comme une activité du tout, ce qui « suggère que les questionnaires basés sur les activités devraient être complétés par des questions plus générales concernant les responsabilités de care », de telles activités étant sinon sous-évaluées. Par le passé, les études sur l'usage du temps tendaient à mesurer seulement l'activité principale et "les répondants faisant simultanément deux choses ou plus se voyaient demander laquelle était la plus importante". Cet écueil tend de plus en plus à être évité.

#### Évaluation du temps
Les économistes féministes mettent en avant trois manières d'estimer la valeur du travail non payé : la méthode du coût d'opportunité, la méthode du coût de remplacement, et l'évaluation de la valeur ajoutée. La méthode du coût d'opportunité "utilise le salaire qu'une personne pourrait gagner sur le marché" pour déterminer la valeur de son temps de travail. Cette méthode utilise le concept de coût d'opportunité tel qu'on le trouve dans l'économie orthodoxe.
La seconde méthode d'évaluation utilise le coût de remplacement. En termes simples, on mesure le montant pour lequel une partie tierce serait prête à faire le même travail dans des conditions de marché. En d'autres termes, le temps consacré au travail de nettoyage d'une maison vaut ce que vaut la même durée de travail d'un agent d'entretien. Avec cette méthode, deux approches sont possibles : la première est la méthode des coûts de remplacement généraliste, qui examine « s'il serait possible, par exemple, de prendre le travail d'un travailleur domestique généraliste qui pourrait accomplir une large variété de tâches, incluant les soins aux enfants ». La deuxième approche est la méthode des coûts de remplacement spécifiques, qui cherche à « distinguer entre les différentes tâches ménagères et à estimer leur coût de remplacement de manière séparée ».
La troisième méthode est l'évaluation de la valeur ajoutée. Elle examine le coût des intrants, qu'elle soustrait de la valeur marchande des productions du ménage. « Par exemple, la valeur du temps consacré à la confection d'un repas peut être déterminée en demandant ce que coûterait l'achat d'un repas similaire sur le marché, puis en soustrayant le coût des matières premières, biens d'équipement et services publics consacrés à la production de ce repas. Le reste représente la valeur des autres facteurs de production, principalement le travail ». Les modèles de ce type essayent d'évaluer la production des ménages en déterminant la valeur monétaire des intrants - pour l'exemple du dîner, les ingrédients et la production du repas - et en la comparant à ses équivalents marchands.

##### Difficulté à évaluer monétairement le travail non payé
Une critique des méthodes d'évaluation du temps concerne le choix des montants retenus. Comment évaluer le travail non payé lorsque plusieurs activités sont accomplies simultanément ou lorsque l'activité aboutit à plusieurs produits ? Un autre sujet concerne les différences de qualité entre les produits du marché et ceux du ménage. Certains économistes féministes s'opposent à l'utilisation des prix de marché pour évaluer la valeur du travail domestique pour diverses raisons : cela peut conduire à la conclusion que le marché fournit des substituts parfaits au travail-non marchand, le salaire obtenu sur le marché pour des services similaires peut ne pas refléter de manière adéquate le coût d'opportunité du temps passé à la production domestique, et les salaires utilisés pour l'évaluation viennent d'industries où existe déjà une pression à la baisse sur les salaires du fait des inégalités de genre. Dès lors, l'évaluation au prix de marché tend à ne pas évaluer justement le travail non payé. Un argument similaire consiste à dire que le marché « accepte la division existantes du travail selon le sexe/genre et les inégalités de rémunération subséquentes comme normales et non problématiques. Avec cette simple supposition sous-jacente à leur calculs, les évaluations produites servent à renforcer les inégalités de genre plutôt qu'à remettre en cause la subordination des femmes ».

##### Critiques de l'utilisation du coût d'opportunité
Des critiques spécifiques sont soulevées contre chaque méthode d'évaluation. La méthode du coût d'opportunité "dépend des revenus non perçus par le travailleur, de telle sorte que des toilettes nettoyées par un avocat ont bien plus de valeur que celles nettoyées par un agent d'entretien", ce qui introduit des différences trop drastiques. Cette difficulté quant à la valeur du temps se pose non seulement entre différents individus, mais aussi pour un individu unique : cette valeur « peut ne pas être la même durant une journée, ou selon le jour de la semaine ». Se pose également la question de savoir si le plaisir pris à l'activité devrait être déduit de son coût d'opportunité.

##### Difficultés posées par l'utilisation du coût de remplacement
La méthode du coût de remplacement a également ses critiques. Quels types d'emplois doivent être utilisés comme substituts ? Par exemple, le coût des activités liées à l'éducation des enfants « doit-il être calculé en utilisant des salaires de gardes d'enfants, ou de psychiatres pour enfants ? » Cette question se rattache à celle de la compression des salaires dans les secteurs économiques majoritairement féminins, et à celle de savoir si utiliser de tels emplois comme critère de mesure ne conduit pas à sous-estimer la valeur du travail non payé. Il a ainsi été avancé que les niveaux d'éducation doivent être comparables, ainsi, « la valeur du temps d'un parent ayant une éducation universitaire et lisant à haute voix à ses enfants devraient être estimée en demandant combien coûterait l'embauche d'un travailleur ayant une éducation universitaire pour faire la même tâche, et non d'après le salaire moyen d'une ménagère ».

##### Difficultés posées par l'évaluation de la valeur ajoutée
Les critiques contre l'évaluation de la valeur ajoutée incluent la difficulté à identifier et à mesurer la production des ménages, et les problèmes de différences entre les ménages.

#### Niveau et effets économiques du travail non payé
En 2011, une éude de grande ampleur a été conduite afin de déterminer le montant de travail domestique non payé effectué par les résidents de différents pays. Cette étude, reprenant les résultats de questionnaires sur l'utilisation du temps de 26 pays de l'OCDE, a permis de montrer que dans chaque pays, le temps moyen quotidien consacré à du travail domestique non payé variait entre environ 2 et 4 heures. Le travail domestique étant largement perçu comme féminin, la majorité est effectuée par des femmes, y compris lorsque celles-ci participent au marché du travail. Une étude a montré qu'en additionnant le temps passé sur du travail domestique non payé au temps de travail rémunéré, les mères mariées cumulent 84 heures de travail hebdomadaire, contre 74 pour les mères non mariées et 72 pour les pères, qu'ils soient mariés ou non.
Les efforts pour calculer la véritable valeur économique du travail non payé, qui n'est pas inclus dans les mesures comme le Produit Intérieur Brut, ont montré que celle-ci est considérable. Aux États-Unis, elle a été estimée entre 20 et 50 % du PIB, ce qui signifie plusieurs milliers de milliards chaque année. Pour d'autres pays, le pourcentage du PIB pourrait être plus élevé encore, comme au Royaume-Uni où il serait de près de 70 %. Ce travail féminin étant largement fait par des femmes et non enregistré dans les indicateurs économiques, il en résulte que la contribution des femmes au bien-être social est sous-évaluée.

### L'économie formelle
Les recherches sur les causes et conséquences de la division sexuelle du travail, des inégalités de revenus salariaux entre hommes et femmes et du « plafond de verre » sont une part importante de l'économie féministe. Tandis que les théories conventionnelles de l'économie néoclassique des années 1960 et 1970 décrivaient ces situations comme la résultante de choix libres faits par des femmes et des hommes ayant simplement des capacités et des préférences différentes, les économistes féministes ont mis en lumière le rôle important des stéréotypes, du sexisme, des croyances et institutions patriarcales, du harcèlement sexuel et des discriminations dans leur production. Les motifs et effets des lois anti-discrimination adoptées dans beaucoup de pays industrialisés à partir des années 1970 ont également été étudiés.
Les femmes ont massivement investi des professions précédemment considérées comme masculines - particulièrement la médecine et le droit - au cours du XXe siècle. Les inégalités salariales persistent et se réduisent plus lentement. Des économistes féministes comme Marilyn Power, Ellen Mutari et Deborah M. Figart ont examiné ces inégalités et conclu que les procédures de fixation des salaires ne sont pas principalement déterminées par le marché, mais par le pouvoir des acteurs, la compréhension culturelle de la valeur de leur travail, de ce qui constitue un niveau de vie acceptable et des normes de genre. Par conséquent, elles affirment que les modèles économiques doivent prendre en considération ces variables, typiquement exogènes.
Si la discrimination sexiste reste un sujet d'intérêt pour les économistes féministes, plus récemment, davantage d'attention a été portée à la discrimination envers les pourvoyeurs de soins, souvent des femmes, parfois des hommes, qui fournissent des soins à des enfants, des malades, des proches âgés. Beaucoup de politiques publiques ou d'entreprises étant conçues pour le "travailleur idéal" (c'est-à-dire le travailleur traditionnel mâle n'ayant pas de responsabilités de ce type) plutôt que pour des pourvoyeurs de soins, il en a résulté un traitement inefficace et injuste de ces derniers,,.

### Mondialisation
Le travail des économistes féministes sur la mondialisation est divers et présente plusieurs aspects. Ce qui lui donne sa cohérence est l'étude détaillée des manières par lesquelles la mondialisation affecte les femmes en particulier, et de ses effets sur la justice sociale. Cela passe souvent par des études de cas centrées sur des pays, qui peuvent cibler le lien entre développement et mondialisation. Lourdes Beneria affirme par exemple que le développement économique des pays du sud dépend en large partie de droits reproductifs renforcés, de lois équitables sur le plan du genre concernant la propriété et l’héritage, et de politiques sensibles à la proportion de femmes dans l’économie informelle. De son côté, Naila Kabeer examine l’impact potentiel d’accords commerciaux internationaux qui comprendraient des clauses sociales visant à instaurer un socle minimal de droit du travail au niveau mondial, en se fondant sur un travail de terrain au Bangladesh. D’après elle, bien que les conditions de travail locales puissent passer pour abusives, elles représentent une opportunité pour de nombreux travailleurs concernés, et une manière d'éviter des conditions de travail pires encore dans l’économie informelle.
À l’inverse, Suzanne Bergeron, par exemple, cite en exemple de résistance à la mondialisation les femmes travaillant dans des zones franches économiques du Sri-Lanka, de Malaisie et des Philippines, étudiées par Kumidhini Rosa, pour illustrer les effets pluriels de la mondialisation sur les femmes. Les femmes de ces pays utilisent leurs salaires pour créer des centres pour femmes visant à fournir des services légaux et médicaux, des bibliothèques et des logements coopératifs aux membres des communautés locales. D’après Bergeron, de tels efforts permettent aux femmes de prendre contrôle des conditions économiques, augmente leur autonomie et altèrent la vitesse et le sens de la mondialisation elle-même.
Dans d’autres cas, les économistes féministes travaillent à enlever le biais de genre des fondements théoriques de la mondialisation elle-même. Suzanne Bergeron, par exemple, se concentre sur les théories dominantes de la mondialisation, définie comme « l’intégration rapide du monde en un espace économique unique », à travers les flux de biens, de capitaux et d’argent, afin de montrer comment elles excluent les femmes et les classes populaires. Elle avance que la compréhension traditionnelle de la mondialisation surestime le pouvoir des flux de capitaux, l’uniformité des expériences de la mondialisation parmi les populations, et les processus abstraits techniques et économiques, donnant de ce fait une image inappropriée de l’économie politique de la mondialisation. Elle met en lumière les vues alternatives de la mondialisation créées par les féministes. Elle décrit d’abord comment les féministes tempèrent l’idée selon laquelle le marché serait « une force naturelle et inarrêtable », montrant plutôt le processus de mondialisation comme modifiable par des acteurs économiques individuels, parmi lesquels les femmes. Elle montre ensuite que le concept de mondialisation est lui-même genré, sa présentation comme « dominant, unifié et intentionnel » étant intrinsèquement masculine et trompeuse. Elle invite enfin les féministes à critiquer le récit dominant sur la mondialisation, en montrant comme « l’économie mondiale » est hautement complexe, décentralisée et opaque.

## Méthodologie

### Collecte de données interdisciplinaires
Beaucoup d’économistes féministes contestent l’idée selon laquelle seules les données “objectives” (généralement conçues comme quantitatives) seraient valables. Leur démarche est plutôt d’enrichir l’analyse par l’utilisation de types de données issus d’autres disciplines, ou à travers l’utilisation de méthodes qualitatives. De surcroît, beaucoup d’économistes féministes proposent d’utiliser des stratégies de collecte des données sortant de l’ordinaire, comme « la décomposition des facteurs de la croissance, la conduite de tests empiriques des théories économiques, les études de cas sur des pays en développement, et la poursuite de la recherche au niveau conceptuel et empirique."
La collecte de données interdisciplinaire examine les systèmes depuis une position et un point de vue moraux spécifiques au lieu de tenter d’adopter la perspective d’un observateur neutre. L’intention n’est pas de créer une méthodologie « plus subjective », mais de contrer les biais des méthodologies existantes, en reconnaissant que toutes les explications des phénomènes du monde partent de points de vue socialement situés. D’après les économistes féministes, trop de théories prétendent présenter des principes universels mais érigent en fait un point de vue masculin en « neutralité » de manière arbitraire. Des sources de données plus variées permettent de résoudre ce problème.

### Jugements moraux
Les économistes féministes se distinguent de l’économie traditionnelle en ce qu’ils estiment que « les jugements moraux sont une part valide, inévitable et en fait désirable de l’analyse économique ». Par exemple, pour Lourdes Beneria, les jugements sur les politiques maximisant le bien-être devraient être au cœur de l’analyse économique. De même, Shahra Razavi affirme qu’une meilleure compréhension du travail du care « permettrait de déplacer nos priorités, en passant de « créer de la valeur » ou « créer des choses » à « créer des vies vivables » et « enrichir les réseaux de sollicitude et de relations » », ce qui devrait être au cœur de l’analyse économique.

### Études de cas de pays
Les économistes féministes utilisent souvent des études de cas à l’échelle du pays, voire à un niveau inférieur, centrées sur les pays et les populations en développement, souvent insuffisamment étudiés. Par exemple, Michael Kevane et Leslie C. Gray examinent comment les normes sociales genrées sont centrales pour comprendre les activités agricoles au Burkina Faso. Cristina Carrasco et Arantxa Rodriguez examinent l’économie du care en Espagne et suggèrent que l’entrée des femmes sur le marché du travail exige une répartition plus équitable des tâches de care. De telles études montrent l’importance des normes sociales locales, des politiques gouvernementales et des situations culturelles. Les économistes féministes voient les variations de ces paramètres comme des facteurs cruciaux, devant être inclus dans l’analyse économique.

### Indicateurs économiques alternatifs
Les économistes féministes réclament que la mesure du succès économique prenne davantage en compte la capacité des politiques à conduire la société vers la justice sociale et à améliorer la vie des gens, à travers des buts spécifiques comme la justice distributive, la satisfaction universelle des besoins, l’élimination de la pauvreté, des discriminations, et la protection des capabilités humaines,.

#### Indice de développement humain
Les économistes féministes soutiennent généralement l’utilisation de l’Indice de Développement Humain (IDH) comme indicateur composite pour évaluer le niveau global de développement humain des pays, par opposition à d’autres mesures. L’IDH prend en considération un large ensemble de mesures dépassant les simples considérations monétaires, et incluant l’espérance de vie, l’alphabétisation, l’éducation et la qualité de vie.

#### Indice sexospécifique du développement humain
L’indice sexospécifique du développement humain (ISDH) a été introduit en 1995 dans le rapport sur le développement humain, rédigé par le programme des nations unies pour le développement afin d’ajouter une dimension de genre à l’IDH. L’ISDH prend en compte non seulement la moyenne ou le niveau général de bien-être et de richesse dans un pays donné, mais aussi la manière dont cette richesse et ce bien-être sont distribués entre les différents groupes sociaux, particulièrement entre les genres. Néanmoins, les économistes féministes ne s’accordent pas unanimement sur l’usage de l’ISDH et certains en proposent des améliorations.

#### Indice «Institutions sociales et égalité hommes-femmes»
L’indice « Institutions sociales et égalité hommes-femmes » est un indicateur récemment développé par l’OCDE et permettant de mesurer l’inégalité de genre en analysant les institutions sociales, les pratiques sociétales et les normes légales, et l’influence de ces facteurs sur les normes de genre à l’intérieur d’une société. En combinant l’ensemble de ces sources d’inégalité, l’indicateur est capable de pénaliser un niveau élevé d’inégalité sur l’une de ses dimensions, que des écarts plus faibles dans les autres dimensions ne permettent de compenser que partiellement. En permettant l’analyse des sources de l’inégalité de genre dans plus de 100 pays, cet indicateur a approfondi la compréhension des trajectoires sociales des femmes, même après contrôle de facteurs comme la religion et la zone géographique. Le classement des pays en fonction de l’indice « institutions sociales et égalité hommes-femmes » reflète largement celui selon l’IDH, des pays comme le Portugal ou l’Argentine arrivant en tête, tandis que des pays comme l’Afghanistan ou le Soudan sont mal classés.

## Organisations
L'influence et la reconnaissance croissante de l'économie féministe est attestée par les nombreuses organisations qui s'y consacrent, ou sont fortement influencées par ses principes.

### Association Internationale pour une Économie Féministe
Fondée en 1992, L'Association Internationale pour une Économie Féministe (en anglais International Association for Feminist Economics ou IAFFE), est une association indépendante de l'American Economic Association, qui cherche à mettre en cause les biais masculins de l'économie néoclassique. Même si la majorité de ses membres sont des économistes, l'association "est ouverte non seulement aux économistes femmes et hommes, mais à des universitaires d'autres disciplines, tout comme à des militants qui ne sont pas des universitaires" et a actuellement plus de 600 membres dans 64 pays. Bien que ses membres fondateurs résident pour la plupart aux États-Unis, une majorité de ses membres actuels sont basés en dehors de ce pays. En 1997, L'IAFFE a obtenu le statut d'Organisation Non Gouvernementale reconnue par les nations unies.

### RevueFeminist Economics
Feminist Economics, éditée par Diana Strassmann de l'Université Rice et Günseli Berik de l'université de l'Utah, est une revue académique à comité de lecture visant à fournir un espace de débat et de discussion ouvert, consacré à l'économie féministe. La revue assume un programme normatif, visant à promouvoir des politiques améliorant la vie des peuples du monde, femmes et hommes inclus. En 1997, la revue a été désignée "meilleure nouvelle revue" par le Council of Editors of Learned Journals. Le Social Sciences Citation Index classe la revue 20e parmi 175 revues économiques et 2e parmi 27 revues consacrées aux women's studies.

## Liens avec d'autres disciplines
L’économie verte incorpore des idées venant de l’économie féministe et les écologistes citent souvent le féminisme comme l’un des buts explicites de leurs mesures politiques, visant une plus grande égalité entre les genres, notamment mais pas exclusivement sur le plan économique.
L’économie féministe est aussi souvent rapprochée de l’économie du bien-être ou de l’économie du travail, étant donné l’accent qu’elle met sur le bien-être des enfants et la valeur du travail en lui-même, par opposition à la perspective traditionnelle centrée exclusivement sur la production pour le marché.